# Tyler Conklin
(en) Statistiques sur pro-football-reference
Tyler Conklin, né le 30 juillet 1995 à Chesterfield Township au Michigan, est un joueur américain de football américain qui évolue au poste de tight end. Il joue pour la franchise des Jets de New York dans la National Football League (NFL).

## Biographie

### Carrière universitaire
Étudiant à l'université de Central Michigan, il a joué pour l'équipe des Chippewas de 2014 à 2017.

### Carrière professionnelle

#### Vikings du Minnesota
Il est sélectionné au cinquième tour, 157e rang au total, par les Vikings du Minnesota lors de la draft 2018 de la NFL. Le 5 mai 2018, il signe un contrat de 4 ans et d'un montant de 2,7 millions de dollars.

#### Jets de New York
Le 18 mars 2022, il signe un contrat de 3 ans et d'un montant de 21 millions de dollars avec les Jets de New York.

## Statistiques
| Année | Équipe               | MJ |     | Passes réceptionnées | Passes réceptionnées | Passes réceptionnées | Passes réceptionnées |       | Courses | Courses | Courses | Courses |
| Année | Équipe               | MJ | Nb. | Yards                | Moy.                 | TD                   | Nb.                  | Yards | Moy.    | TD      |         |         |
| 2018  | Vikings du Minnesota | 16 | 5   | 77                   | 15,4                 | 0                    | -                    | -     | -       | -       |         |         |
| 2019  | Vikings du Minnesota | 15 | 8   | 58                   | 7,3                  | 0                    | -                    | -     | -       | -       |         |         |
| 2020  | Vikings du Minnesota | 16 | 19  | 194                  | 10,2                 | 1                    | -                    | -     | -       | -       |         |         |
| 2021  | Vikings du Minnesota | 17 | 61  | 593                  | 9,7                  | 3                    | -                    | -     | -       | -       |         |         |